# 孔靈珍
孔靈珍（?—?），南北朝时鲁郡人。孔子二十八代孫，孔撫玄孙，孔懿曾孙，孔鮮之孙，孔乘长子。
孔靈珍在北魏做秘书郎，太和十九年（495年），魏孝文帝元宏至阙里祭祀孔子庙，下诏命从孔氏宗子中选取一人封爵，世袭以奉孔子祭祀事。孔灵珍被举荐，孝文帝封他为崇圣侯，食邑一百户。有两个儿子，为孔文泰、孔文僖。
| 前任： 孔乘 | 北魏崇圣侯 495年—？ | 繼任： 孔文泰 |

## 参看
- 孔子
- 孔子世家大宗世系
- 孔子世系
- 孔子世家大宗世系图
- 孔子世家总世系图 (中兴祖前)